# Alfred Bühler (Ethnologe)
Alfred Bühler (* 14. Januar 1900 in Zug; † 29. Juli 1981 in Basel, heimatberechtigt in Bubikon, seit 1915 in Basel) war ein Schweizer Ethnologe und Forschungsreisender. Er war von 1950 bis 1964 Direktor des Museums für Völkerkunde in Basel und von 1950 bis 1970 Professor für Ethnologie an der Universität Basel.

## Leben

### Familie und Ausbildung
Der gebürtige Zuger Alfred Bühler, Sohn des Eisenbahnangestellten Alfred Bühler senior und dessen Ehefrau Ida geborene Hitz, widmete sich nach der Matura, gefolgt von der Lehrerausbildung, dem Studium der Geographie und Ethnographie an der Universität Basel, 1928 erfolgte dort seine Promotion zum Dr. phil.
Alfred Bühler, der 1943 Kristin geborene Oppenheim heiratete, verstarb im Sommer 1981 in seinem 82. Lebensjahr in Basel.

### Beruflicher Werdegang
Bühler war nach der Reifeprüfung als Primarlehrer, später als Sekundarlehrer, zuletzt als Lehrer an der Kantonalen Handelsschule eingesetzt. Er unternahm nach dem Studienabschluss seit 1930 mehrere Forschungsreisen, die ihn unter anderem in Gebiete, die heute zu Osttimor, Papua-Neuguinea und Indonesien gehören, sowie in Textilhandwerksorte in Gujarat, Nordthailand sowie Japan führten. Der sich auf Kunst der Südseeinseln sowie textile Techniken Spezialisierende wurde 1938 zum Konservator am Museum für Völkerkunde in Basel, seit 1996 Museum der Kulturen, bestellt. 1950 wurde er zum Direktor gewählt, 1964 trat er von dieser Funktion zurück.
Alfred Bühler habilitierte sich 1944 für das Fach Ethnologie an der Universität Basel. Dort wurde er 1950 zum ausserordentlichen Professor, 1959 zum ersten ordentlichen Professor für Ethnologie ernannt, 1970 schied er aus dem Hochschuldienst aus. Bühler erwarb sich insbesondere Verdienste um den Aufbau einer umfassenden technologischen Textilsammlung im Museum für Völkerkunde und 1969 die Bearbeitung und Veröffentlichung der Südseesammlung des Museums Rietberg. Er zeichnete in der Funktion des Obmanns der Schweizerischen Gesellschaft für Volkskunde in den Jahren 1943 bis 1946 hauptverantwortlich für den Beginn der Bauernhausforschung. Sein Nachlass befindet sich im Museum der Kulturen.

## Schriften
- Das Meiental im Kanton Uri, Dissertation, Kümmerly & Frey, Bern, 1928
- Neuirland und Nachbarinseln, in: Führer durch das Museum für Völkerkunde Basel, Krebs, Basel, 1948
- Der Platz als bestimmender Faktor von Siedlungsformen in Ostindonesien und Melanesien, Basel, 1960
- Ozeanien und Australien. Die Kunst der Südsee, in: Kunst der Welt (Die aussereuropäischen Kulturen 3), Holle Verlag, Baden-Baden, 1961
- Bericht über das Basler Museum für Völkerkunde und Schweizerische Museum fur Volkskunde fur das Jahr 1962, in: Sonderabdruck aus den Verhandlungen der Naturforschenden Gesellschaft in Basel, Band 74, Birkhauser AG., Basel, 1963
- Kunst der Südsee. Art of Oceania, Atlantis-Verlag, Zürich, 1969
- Ikat, Batik, Plangi; Reservemusterungen auf Garn und Stoff aus Vorderasien, Zentralasien, Südosteuropa und Nordafrika, Pharos-Verlag H. Schwabe, Basel, 1972